# Johanniterkommende Bokelesch

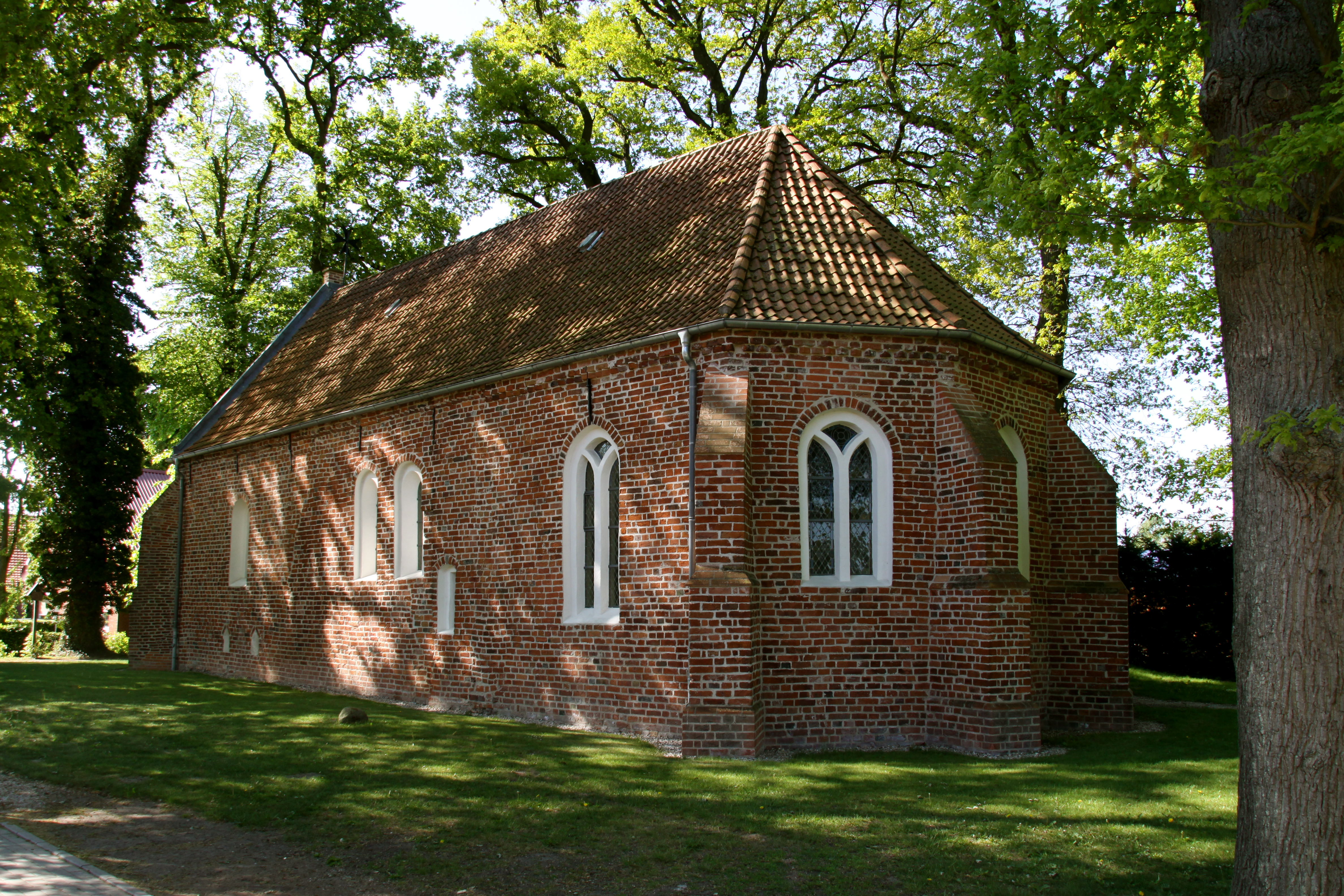
Die Kapelle der ehemaligen Kommende

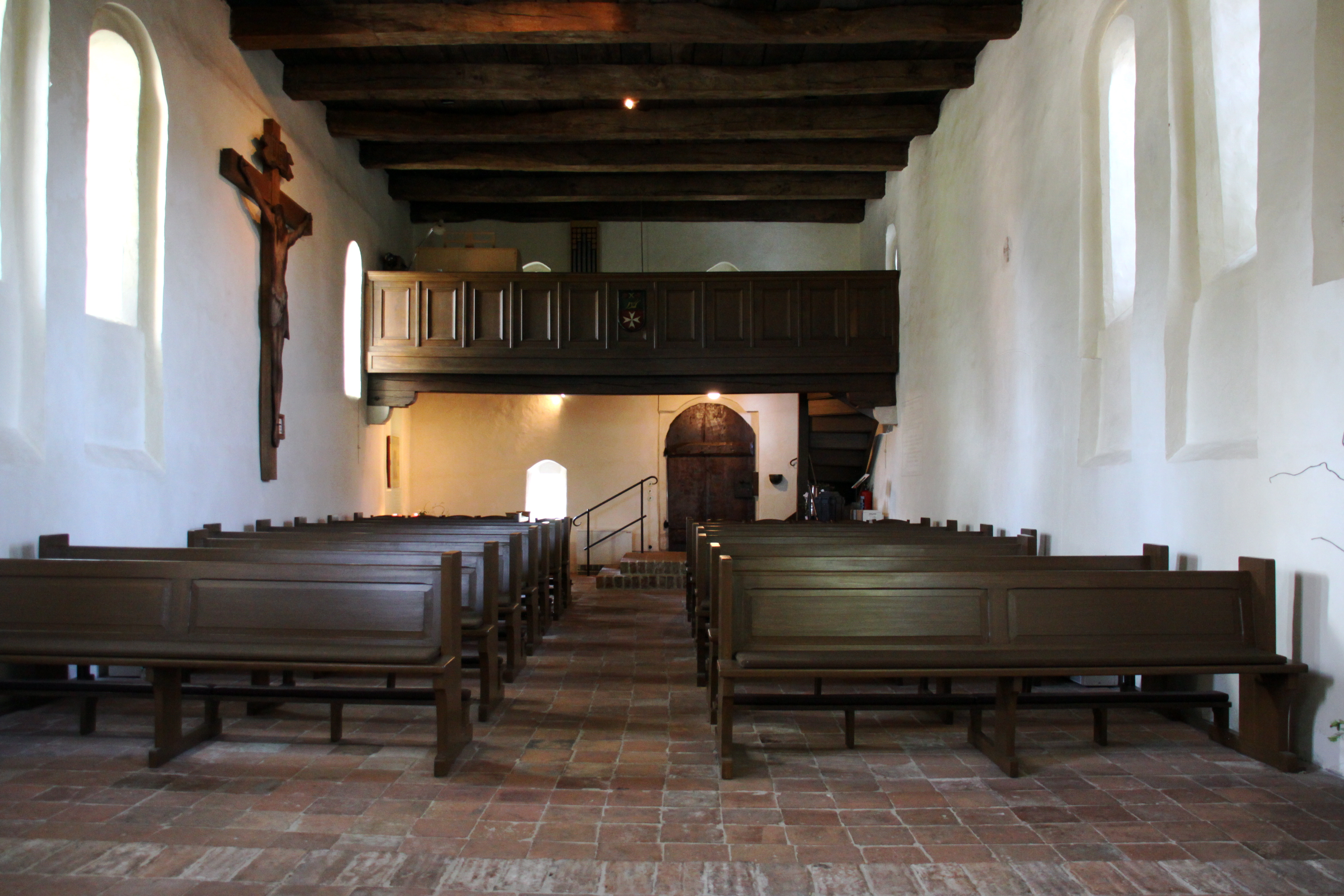
Der Innenraum der Kapelle

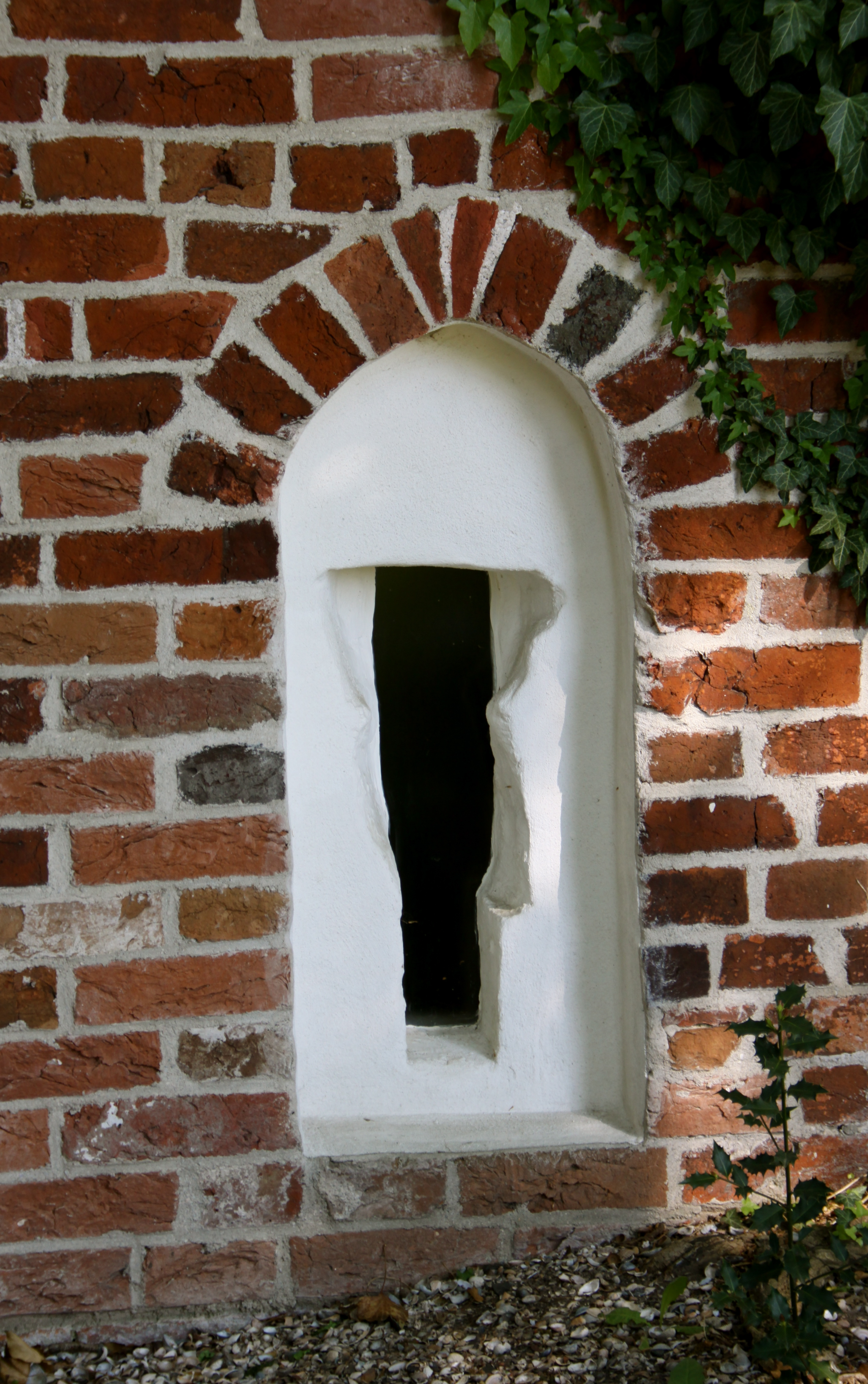
Das Hagioskop

Die Johanniterkommende Bokelesch ist eine ehemalige Johanniterkommende. Das Kloster lag in Bokelesch/Strücklingen an der Sagter Ems, einem Ortsteil der heutigen Gemeinde Saterland im Kreis Cloppenburg in Niedersachsen. Von ihr ist die Klosterkapelle erhalten. Die Kommende umfasste die jetzigen Ortschaften Idafehn-Nord, Elisabethfehn-Nord, Ubbehausen, Osterhausen und Roggenberg mit einer Gesamtfläche von 8000 ha.

## Geschichte
Das Gründungsjahr des Klosters ist unbekannt. Das Kloster wurde wohl um die Mitte des 13. Jahrhunderts als Doppelkloster von Johannitern aus Burgsteinfurt gegründet. Erstmals erwähnt ist das Kloster in einer Urkunde, dem sogenannten Groninger Vergleich, aus dem Jahre 1319.
Bis 1588 war das Kloster von Ordensleuten bewirtschaftet. Der letzte Komtur Melchior Freiherr Droste zu Senden wurde in Münster ermordet. Namen einiger nachfolgenden Pächter, die schon vor dem Dreißigjährigen Krieg eine Rolle spielten, sind noch bekannt, wie Johann Schemering, Bolenz Haj und Schulte-Coers, dessen Nachfahren bis zum Ende der Kommende (1960) die Hauptpächter waren.
Die Komturei blieb bis 1803 den Johannitern unterstellt. Durch den Reichsdeputationshauptschluss 1803 gelangte Oldenburg in den Besitz der Münsterschen Ämter Cloppenburg und Vechta und somit auch von Bokelesch. Einige Jahre wurde Bokelesch von Cloppenburg aus verwaltet. 1820 übernahm Oldenburg die Verwaltung der Kommende Bokelesch. Nach Bestimmungen des Herzogs Peter Friedrich Ludwig wurden die Einkünfte der Kommende für katholische Kirchen- und Schulzwecke im Herzogtum bestimmt. In dieser Zeit wurden Bokelesch und Ubbehausen links der Sater Ems politisch der Gemeinde Strücklingen zugeteilt und das Gebiet rechts der Sater-Ems – Osterhausen und Roggenberg – der Gemeinde Barßel.